# Tczew
Tczew, även känt som Dirschau (på svenska och tyska) kasjubiska Dërszewò) är en stad i Pommerns vojvodskap i norra Polen, belägen vid floden Wisła.

## Historia
Dirschau (Tczew) omtalas först 1198, erövrades
1308 av Tyska orden, som måste avstå den i freden i Thorn (1466) åt Polen. 1626 i juli gav sig Tczew åt Gustav II Adolf, som genast lät fältkvartermästaren Kräill von Bemebergh ett befäst läger vid Tczew, som sedermera blev en av stödjepunkterna för svenskarnas operationer under kriget mot Polen. Bro över Wisła slogs flera gånger vid Tczew, där slaget vid Dirschau ägde rum 31 juli samt 7 och 8 augusti 1627. Sistnämnda dag sårades Gustav Adolf i högra axeln. I stilleståndet 1629 återlämnades Tczew till Polen.
I december 1655 intogs Tczew av Gustaf Otto Stenbock, 30 april 1656 avvisades Danzigbornas försök att återta Tczew, och i november samma år motstod det ett anfall av polackerna. I juni 1657 iståndsattes det gamla befästa lägret, och 23 juli slog hertig Adolf Johan Danzigborna, som sökte förstöra bron vid Tczew, men snart därefter utrymdes det, sedan befästningarna dessförinnan raserats och bron förstörts. 1658 slog polackerna vid Tczew en bro och byggde ett brohuvud, som i april intogs av Adolf Johan; och i mars 1659 intog Tczew än en gång av svenskarna, men övergavs åter fram på sommaren samma år.
Vid Polens första delning 1772 kom Tczew till Preussen. 
Under preussiskt styre var Dirschau kretsstad i provinsen Westpreussen, regeringsområdet Danzig. 1900 hade orten 12 808 invånare. Staden hade två sockerfabriker, järngjuteri, ångsågar samt tillverkning av åkerbruksredskap. Över Wisła fanns två storartade järnbroar. Den ena är gallerbro med 14 torn, byggd 1850-57, 837 m lång, vilande på 7 massiva pelare (därav 2 i den egentliga flodbädden), mellan vilka varje öppning hade 125 m längd. Förr företrädesvis avsedd för järnvägstrafik, användes den sedermera av fotgängare och landsvägsfordon, sedan en ny bro, 50 m nedanför, byggdes 1888-91. Denna hade endast fyra torn, två vid vardera ändan och tjänade uteslutande järnvägstrafiken.
Som en konsekvens av Versaillesfördraget införlivades Tczew med den andra polska republiken 1920 under namnet Tczew och blev en del av Polska korridoren. Under andra världskriget 1939-1945 ockuperades Tczew av Nazityskland där det blev en del av Reichsgau Danzig-Westpreußen. Efter Nazitysklands nederlag 1945 återgick Tczew till Polen.